# جان مارك فالادير
جان مارك فالادير (13 أكتوبر 1957 في مونبيلييه) (بالإنجليزية: Jean-Marc Valadier)‏ لاعب كرة قدم فرنسي معتزل كان يجيد اللعب في مركز المهاجم . توج هدافا لبطولة دوري الدرجة الثانية برصيد 22 هدف عندما كان لاعبا في صفوف نادي مونبلييه .